# Pseudolimnophila subhonesta
Pseudolimnophila subhonesta är en tvåvingeart som beskrevs av Alexander 1974. Pseudolimnophila subhonesta ingår i släktet Pseudolimnophila och familjen småharkrankar. Inga underarter finns listade i Catalogue of Life.